# XF15C (航空機)
XF15C
飛行するXF15C-1 01215号機
(1945年撮影)
- 用途：戦闘機
- 分類：艦上戦闘機
- 製造者：カーチス・ライト社
- 運用者： アメリカ海軍（予定）
- 初飛行：1945年2月27日
- 生産数：3機
- 運用開始：1946年11月
- 退役：1947年（開発中止）
- 運用状況：未就役

 XF15C（Curtiss-Wright XF15C ）は、第二次世界大戦中にカーチス・ライト社がアメリカ海軍向けに開発していた艦上戦闘機である。ジェットエンジンとレシプロエンジンの複合動力機であったが、試作のみで開発中止となった。

## 概要
1944年にアメリカ海軍はカーチス社に対し、ジェットエンジンとレシプロエンジンとを組み合わせた複合動力搭載機の開発を指示した。これは、初期のジェットエンジンの燃費が悪くスロットル調整が難しいため着艦が困難という欠点を解決するために、出力の高いジェットエンジンと燃費のよいレシプロエンジンと組み合わせたもので、前年に同じ仕様でライアン社に対してXFR-1が発注されていた。
XFR-1が軽空母からの運用を考えていたのに対して、本機は正規空母を母艦とする戦闘機として開発された。このため機体は当時としては破格の大型であった。機首には2100hpのレシプロエンジンを搭載しジェットエンジンはコクピット後方の胴体下面に搭載された。ジェットエンジンのインテイクは主翼付け根にあったが、排気口は主翼直後の胴体下面に設け、この上から後部にかけてブーム状の胴体と尾翼を設置した。着陸脚の配置は前輪式で、主翼は折りたたみ式になっていた。
1944年4月にカーチス社のモデル99案を採用し、XF15C-1として試作機3機の製造契約を行なった。試作1号機は1945年2月27日に初飛行を行ったが、この時はレシプロエンジンでの飛行であった。その後ジェットエンジンとの併用テストを行っていた同年5月に、ジェットエンジンの不調から墜落してしまった。テストは試作2号機、3号機で続けられることになったが、1号機のテストデータをもとに水平尾翼の位置が垂直尾翼上方に移されるなどの改修が行われた。このため機体の引渡しは、第二次世界大戦終結後の1946年11月になってしまった。
飛行テストの結果は良好で、レシプロエンジンとジェットエンジンを併用した時は755km/hを記録した。また航続距離も、純粋なジェット機のFHの2倍近い性能を持っていた。しかし、飛行時の安定性が悪かったことと、異なる二種類のエンジン装備による整備負担の増大が問題となり、何よりジェットエンジンの能力向上によって複合動力搭載の必要がなくなったため、1947年に計画はキャンセルされた。

## 諸元
| 機体名       | XF15C-1                                                                                   |
| 全長         | 43ft 8.5in (13.32m)                                                                       |
| 全幅         | 48ft (14.63m) → 20ft 5in (6.22m) ※主翼折り畳み時                                          |
| 全高         | 15ft 3in (4.65m) → 17ft (5.18m) ※主翼折り畳み時                                           |
| 翼面積       | 400ft² (37.16m²)                                                                          |
| 空虚重量     | 12,648lbs (5,737kg)                                                                       |
| 総重量       | 16,660lbs (7,557kg)                                                                       |
| 翼面荷重     | 203.36kg/m²                                                                               |
| 燃料         | 376gal (1,423ℓ)                                                                           |
| プロペラ     | 4枚 直径13ft 1in (3.99m)                                                                  |
| エンジン     | Pratt & Whitney R-2800-30W (2,100Bhp 最大：2,360Bhp) ×1 + Halford H-1B (推力：12.01kN) ×1 |
| 最高速度     | 469mph/25,300ft (755km/h 高度7,711m)                                                      |
| 上昇力       | 5,020ft/m S.L. (25.5m/s 海面高度)、20,000ft (6,096m)まで4分42秒                           |
| 実用上昇限度 | 41,800ft (12,741m)                                                                        |
| 航続距離     | 1,745st.mile (2,808km) ※1×150galタンク搭載時                                              |
| 武装         | 20mm機関砲×4 (弾数計800発)                                                                |
| 爆装         | 1,000/500/250lbs爆弾×2・100lbs爆弾×6、HVAR / A.R.×8                                       |